# ورزشگاه الشعب

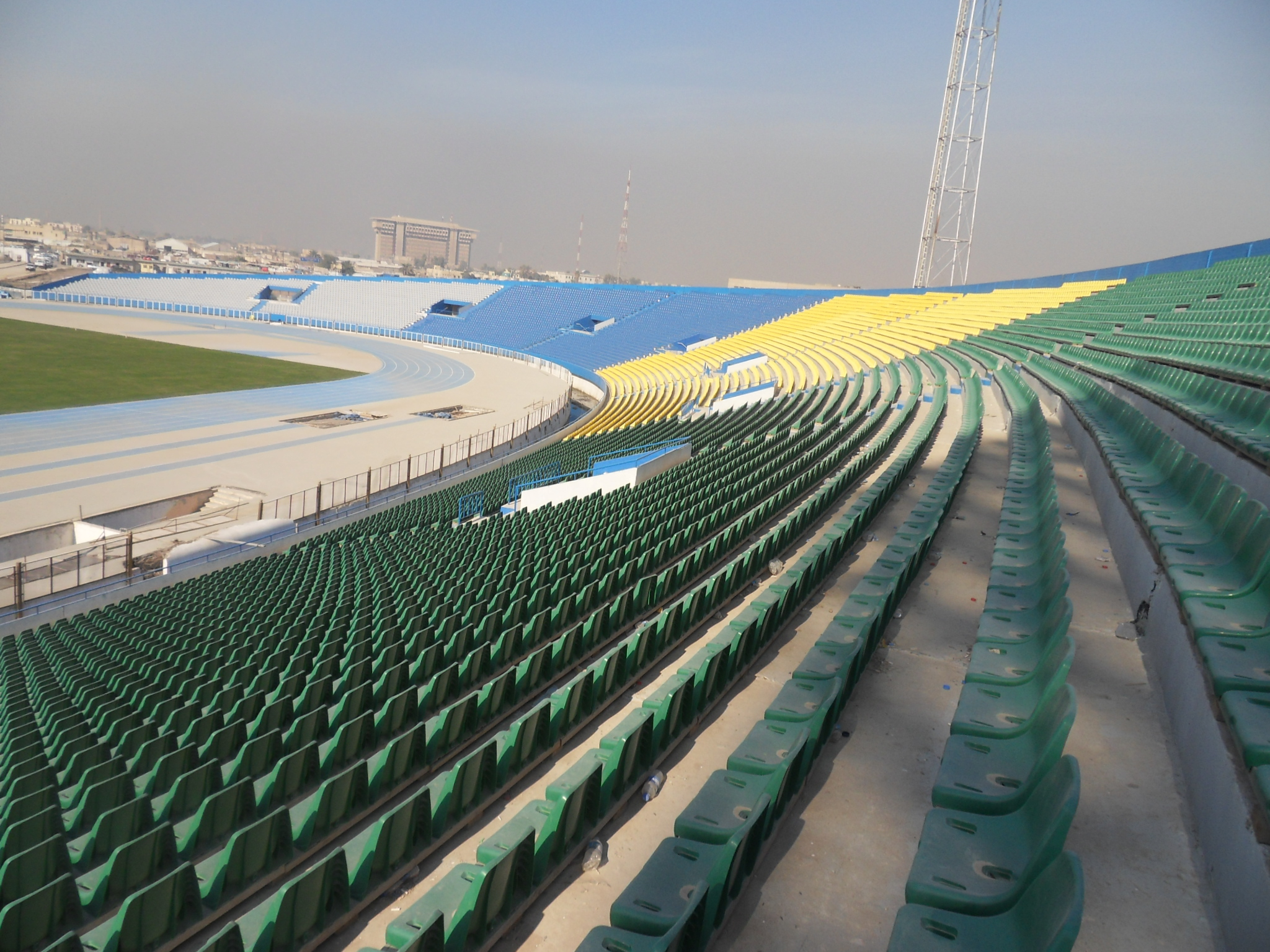
جایگاه ورزشگاه بین‌المللی ملت در دسامبر ۲۰۱۰

ورزشگاه بین‌المللی ملت (عربی: ملعب الشعب) یک ورزشگاه برای بازی‌های فوتبال در بغداد است که در سال ۱۹۶۶ گشایش یافت.

## تاریخچه
ورزشگاه بین‌المللی ملت در بغداد در سمت الرصافه واقع شده‌است، سنگ بنای این ورزشگاه توسط عبدالکریم قاسم در زمانی که رئیس‌الوزرا بود گذاشته شد، در آن زمان این محل یک زمین خالی و بزرگ بود که به درخواست وی سنگ بنای آن گذاشته شد و خود دولت یک مبلغ سمبلیک را به منظور بسیج مردم برای کمک به این پروژه به این کار اختصاص داد. وی توانست مردم را حول ساختن یک ورزشگاه بین‌المللی بزرگ که از طریق رسانه‌های عمومی به اطلاع همه رسانده شد بسیج نماید. دولت عبدالکریم قاسم با شرکت کولبنکیان پرتغالی که مقر آن در لیسبون پرتغال و مدیرکل آن کالوست سرکیس کولبنکیان بود (وی یک کار‌آفرین ثروتمند ارمنی عراقی الاصل و صاحب ۵ درصد از سهم استخراج نفت عراق در آن زمان بود) برای ساختن این ورزشگاه قرارداد امضا نمود، اما به‌طور واقعی بنای این ورزشگاه و قرارداد آن برای اینکه بزرگ‌ترین ورزشگاه در عراق باشد و بتواند ۴۰ هزار تماشاچی را در خود جای بدهد در زمان عبدالسلام عارف به‌طور مادی به اجرا گذاشته شد، طرح این ورزشگاه به شکل حروف COI طراحی گردید و به اجرا درآمد.

## گشایش
در تاریخ ۶ نوامبر سال ۱۹۶۹ این ورزشگاه از طرف عبدالرحمن عارف گشایش یافت و افتتاح شد، در این افتتاحیه یک مسابقه دوستانه بین تیم ملی و منتخب عراق با تیم باشگاه بنفیکا پرتغال برگزار شد، در این مسابقه دوستانه تیم باشگاه بنفیکا که در همان سال رتبه سوم را در مسابقات جام قهرمانی باشگاه‌های جهان به خود اختصاص داده بود دو بر یک برنده این مسابقه گردید، در ابتدای بازی تیم این باشگاه یک گل وارد دروازه تیم عراق نمود ولی پس از مدتی قاسم محمود بازیکن تیم عراق توانست گل مساوی را وارد دروازه تیم بنفیکا بنماید و بازی مساوی شود ولی چند دقیقه قبل از پایان مسابقه اوزه‌بیو توانست یک گل دیگر وارد دروازه تیم عراق کرده و بازی با نتیجه دو بر یک به پایان برسد. این اولین بازیی بود که در این ورزشگاه برگزار شد. در این بازی داور وسط فهمی القیمقجی و داوران کنار سعدی عبدالکریم و صبحی ادیب بودند.

## رویدادها
در طول ۴۰ سال گذشته این ورزشگاه شاهد بسیاری از رویدادهای خاطره‌انگیز بوده‌است. یکی از خاطرات دردناک این ورزشگاه مربوط است به کنده شدن سقفی که جایگاه اصلی را پوشانده بود. این حادثه در حین بازی دو تیم نیروی هوایی و تیم اتوبوسرانی در سال ۱۹۶۹ و به دنبال یک طوفان خاک رخ داد. این حادثه باعث شد که بازی نیمه تمام متوقف شود و به یک زمان دیگر موکول گردد، پس از این بازی این ورزشگاه شاهد بازی‌های بزرگ و مهم دیگری بوده‌است از جمله بازی‌های جام خلیج فارس در سال ۱۹۷۹ که در عراق و در همین ورزشگاه از ۲۳ مارس ۱۹۷۹ تا ۹ آوریل ۱۹۷۹ با شرکت همه تیم‌های کشورهای حاشیه خلیج فارس انجام شد. در این مسابقات تیم عراق توانست همه بازی‌های خودش را با موفقیت به پایان ببرد، در این جام ورزشکار و فوتبالیست عراقی حسین سعید علی لقب بهترین گلزن این دوره از جام با زدن ده گل در طول بازی‌های جام را به خود اختصاص داد، دروازه‌بان تیم عراق رعد حمودی نیز به‌عنوان بهترین دروازه‌بان این دوره از بازی‌ها انتخاب شد. در این بازی‌ها تیم کویت در جایگاه دوم و تیم عربستان سعودی در جایگاه سوم بازی‌های این جام قرار گرفتند.
این ورزشگاه همچنین شاهد برگزاری بازی‌های قهرمانی بین‌المللی ارتش‌های دنیا در سال ۱۹۶۸ بوده‌است که در آن یونان قهرمان این دوره از این بازی‌ها شد. در سال ۱۹۷۲ زمانی که عادل بشیر و عمو بابا مربیان تیم منتخب ارتش عراق بودند مجدداً بازی‌های قهرمانی ارتش‌های دنیا در عراق برگزار گردید در این بازی‌ها عراق با ترکیه مساوی ۲ بر ۲ شد، بعد از آن با ایتالیا به نتیجه یک بر یک دست پیدا کرد، این تیم در یک بازی حساس و سرنوشت ساز با ساحل عاج روبرو شد و توانست با زدن سه گل از سد این تیم نیز عبور نماید. کسانی که در این بازی گل‌های عراق را به ثمر رساندند عبارت بودند از علی کاظم و عمو یوسف که دو گل را در این بازی به ثمر رساند. در سال ۱۹۸۳ این ورزشگاه مجدداً شاهد بازی‌های دوستانه بین‌المللی بود از جمله بازی تیم عراق با تیم مصر و تیم برزیل که در آن بازیکنان بزرگی مانند زیکو و… بازی می‌کردند که نتیجه آن شکست تیم عراق با نتیجه دو بر صفر بود. بازی تیم عراق با تیم رومانی در سال ۱۹۸۶ در این ورزشگاه انجام شد.
در این ورزشگاه دو مسابقه ناراحت‌کننده برای مردم عراق نیز برگزار شده‌است. اولین مسابقه بین تیم‌های کویت و عراق در مسابقات مقدماتی المپیک در سال ۱۹۸۰ که با نتیجه سه بر دو بعد از اینکه داور مالزیایی خطای بازیکن تیم عراق حسن فرحان را در محوطه جریمه گرفت و منجر به ضربه پنالتی شد، تیم عراق بازی را به کویت واگذار کرد و به این ترتیب عراق از رسیدن به المپیک ناکام ماند. بازی تیم عراق در برابر تیم قطر در دوره رقابت‌های منطقه‌ای مقدماتی برای جام جهانی سال ۱۹۹۰، زمانی که دروازه‌بان تیم عراق احمد جاسم دچار خطا روی بازیکن قطر گردید و باعث شد در دقایق پایانی نتیجه این بازی سرنوشت‌ساز به ضرر تیم عراق تمام شود و این تیم با وجود پیروزی ۲–۱ در این بازی از رفتن به جام جهانی بازماند. این ورزشگاه همچنین مهم‌ترین بازی‌های تیم‌های عراقی مانند الزوراء، نیروی هوایی، پلیس، دانشجو و الرشید و… و بازی‌های قهرمانی داخلی عراق را شاهد بوده‌است.

## بعد از جنگ عراق و آمریکا
در روز ۹ آوریل سال ۲۰۰۳ بعد از حمله آمریکا به عراق و اشغال عراق ورزشگاه بین‌المللی ملت نیز توسط آمریکا مورد حمله شدید هوایی قرار گرفت و باعث خسارت‌های زیادی به ورزشگاه و همین‌طور جایگاه تماشاچی‌ها گردید. همچنین در وسط ورزشگاه یک حفره و گودال عمیق ایجاد شد. این ورزشگاه بعد از آن بسته شد و از زمین آن به عنوان فرودگاه هلیکوپترهای آمریکایی استفاده شد. در زمان پل برمر و اختصاص سه میلیون دلار از طرف وی بازسازی این ورزشگاه با بستن یک قرارداد بین احمد الحجیه رئیس هیئت المپیک عراق و حسین سعید رئیس اتحادیه فوتبال عراق و علی فائق الغبان وزیر امور جوانان و ورزش در تاریخ ۸ آوریل ۲۰۰۴ شروع شد، این بازسازی شامل خاکبرداری کامل زمین ورزشگاه و آوردن خاک جدید و ریختن رمل سرند شده و کاشتن چمن خارجی در این زمین و کشیدن لوله‌کشی مناسب برای آبیاری این زمین، درست کردن دیواره ورزشگاه، درست کردن جایگاه تماشاچیان که در جریان جنگ آسیب دیده بود، جابه‌جا کردن محل فروش بلیط با ساختن یک مکان خاص برای این کار، تهیهٔ یک مشعل جدید و مناسب و خوب برای ورزشگاه و…بود.

## وضعیت فعلی
بعد از اتمام بازسازی ورزشگاه این ورزشگاه مجدد بازگشایی شد تا شاهد برگزاری مسابقات لیگ عراق و جشن مردمی به مناسبت برگشت روح و زندگی به ورزشگاه باشد، در روز بازگشایی و به منظور جشن و بزرگداشت این بازگشایی در این روز یک مسابقه در چارچوب مسابقات لیگ برتر عراق و افتتاح این لیگ بین تیم‌های الزوراء و پلیس برگزار گردید، در این مسابقه تیم الزوراء توانست دو گل در دروازه تیم پلیس بکارد و با همین نتیجه بر تیم پلیس غلبه نماید. دراین ورزشگاه همچنین مقبره عموبابا که بر حسب وصیتش در اینجا دفن شده‌است قرار دارد، علاوه بر این بر دیوار این ورزشگاه تصویری از تیم منتخب عراق در سال ۲۰۰۷ که قهرمان آسیا گردید نقاشی گردیده‌است. در سال ۲۰۱۰ رئیس و نخست‌وزیر حکومت خودگردان کردستان عراق از این ورزشگاه تاریخی بازدید به عمل آورد. در سال ۲۰۱۱ یک شرکت بریتانیایی بعد از بستن قرارداد با دولت عراق اقدام به تعویض چمن ورزشگاه نمود و زمین آن را با چمن سوئدی فرش نمود. در سال ۲۰۱۱ در مسابقات قهرمانی عراق، دیدار دو تیم الزوراء و نیروی هوایی در این ورزشگاه برگزار گردید، عراق امروز آرزو دارد که حیات تازه‌ای با برگزاری مسابقات بین‌المللی که به‌خاطر وضعیت امنیتی سال‌های اخیر در عراق ممنوع بوده‌است به این ورزشگاه برگردد.